# Rivière Landroche
Rivière Landroche är ett vattendrag i Kanada.   Det ligger i provinsen Québec, i den sydöstra delen av landet, 240 km öster om huvudstaden Ottawa.
Runt Rivière Landroche är det glesbefolkat, med 12 invånare per kvadratkilometer.